# مغز اندرو
مغز اندرو (انگلیسی: Andrew's Brain) عنوان آخرین کتاب ئی.ال. دکتروف نویسنده آمریکایی است که دقیقاً یک سال پیش از مرگ وی نوشته شد و در سال ۲۰۱۴ چاپ گردید

## ترجمه فارسی
کتاب مغز اندرو در ایران توسط سعید کلاتی ترجمه و توسط نشر هیرمند در ایران چاپ گردیده است.